# Carole Lombard

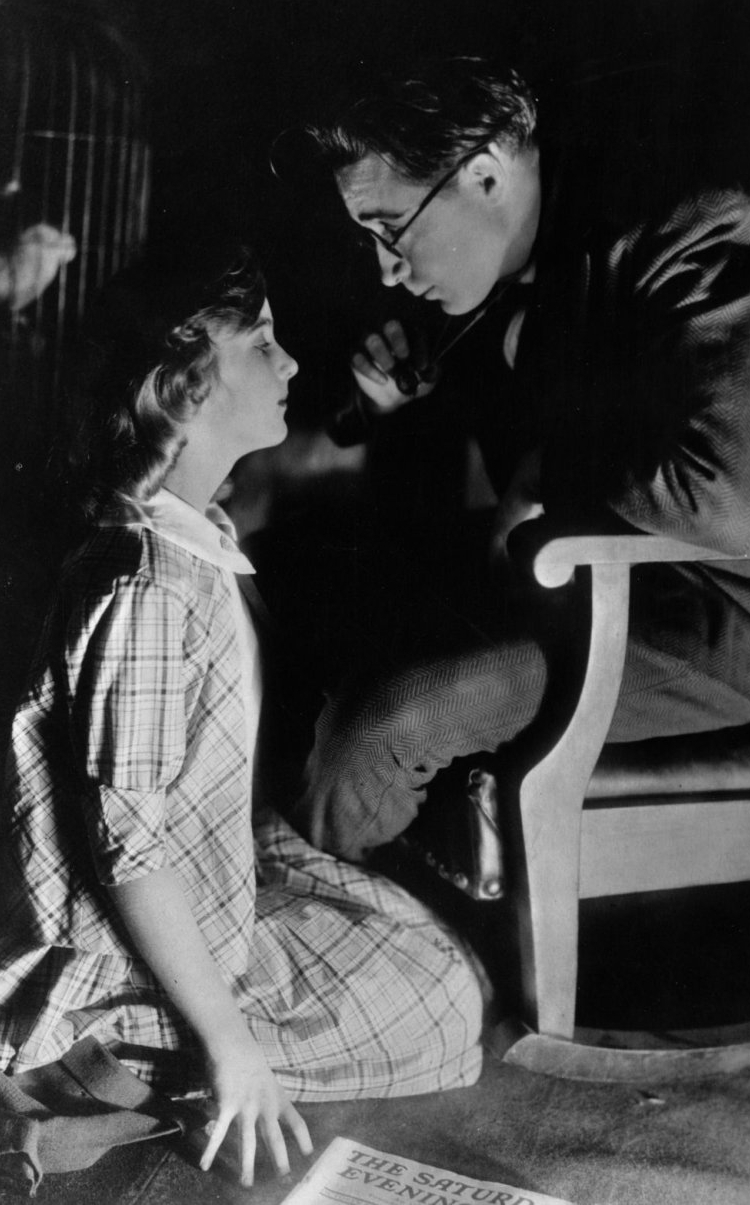
En 12-årig Carole Lombard 1921 i filmen A Perfect Crime.

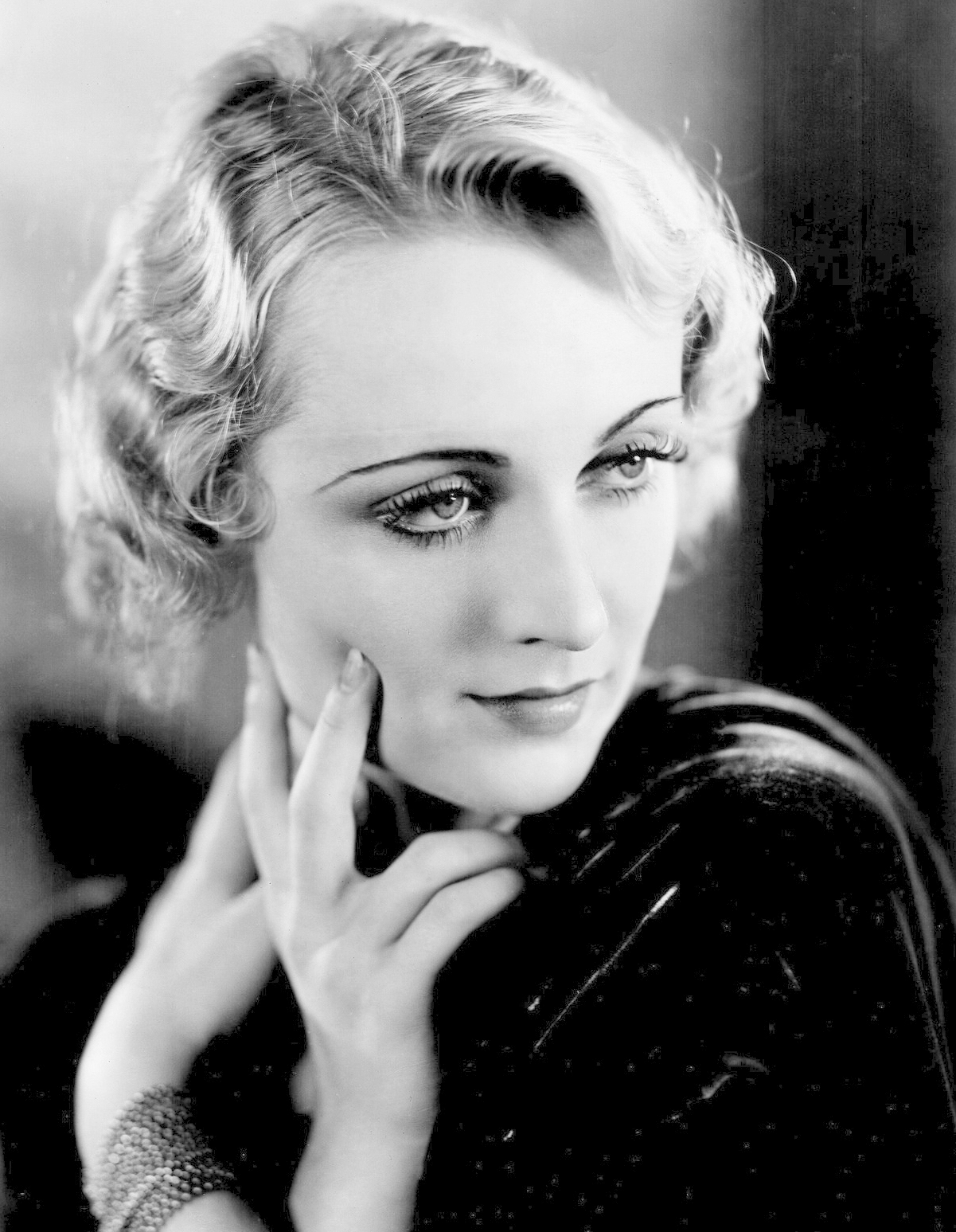
Carole Lombard ungefär 1932.

Carole Lombard, ursprungligen Jane Alice Peters, född 6 oktober 1908 i Fort Wayne, Indiana, död 16 januari 1942 vid Potosi Mountain i Clark County, Nevada, var en amerikansk skådespelare. Lombard är känd för sina energiska roller i screwballkomedier från 1930-talet. Hon var den högst betalda stjärnan i Hollywood i slutet av 1930-talet. Carole Lombard filmdebuterade i A Perfect Crime (1921). Hon medverkade sedan bland annat i 15 kortfilmer för Mack Sennett mellan 1927 och 1929, och började därefter göra roller i långfilmer som High Voltage (1929) och The Racketeer  (1929). Efter en framgångsrik prestation i The Arizona Kid (1930), kontrakterades hon av Paramount Pictures.
Paramount gav snart Lombard kvinnliga huvudroller, främst i dramafilmer. Hennes stjärna steg ytterligare när hon gifte sig med William Powell 1931, men paret skilde sig efter två år. En vändpunkt i Lombards karriär kom när hon spelade i Howard Hawks screwballkomedi Primadonna (1934). Hon fann sin nisch i denna genre och fortsatte att medverka i filmer som En fattig miljonär (1935) (där hon bildade en populär duo med Fred MacMurray), Godfrey ordnar allt (1936), för vilken hon nominerades till en Oscar för bästa kvinnliga huvudroll, och Ingenting är heligt (1937). Vid denna tid gifte sig Lombard med "the King of Hollywood", Clark Gable, och superparet fick stor uppmärksamhet från media. Lombard började röra sig mot att göra mer allvarliga roller, men då detta inte lyckades återvände hon till komedigenren i Alfred Hitchcocks Lika barn leka bäst (1941) och Ernst Lubitschs Att vara eller icke vara (1942) – hennes sista filmroll.
Lombards karriär slutade abrupt när hon vid 33 års ålder omkom i en flygkrasch, då hon skulle återvända till Hollywood efter en krigsobligationsturné. Idag är hon främst ihågkommen som en av de främsta skådespelarna inom screwballkomedi-genren. Lombard rankades 1999 som nummer 23 på AFI's 100 Years...100 Stars lista över filmstjärnor från Hollywoods klassiska era.

## Biografi
Carole Lombard filmdebuterade som 13-åring 1921 i A Perfect Crime. Genombrottet kom 1934 i Howard Hawks film Primadonna.
Lombard var som klippt och skuren för "drömfabriken" Hollywoods glamour-produktioner, där publiken först under 30-talets lågkonjunktur och sedan i andra världskrigets skugga under 40-talets första hälft skulle hållas vid gott mod, lättsamt men på ett samtidigt stärkande sätt. Vacker och välformad, enligt epokens alla ideal, intog hon gärna en stolt och smått utmanande pose i åtsmitande, tunn och silkig festklänning, och ofta då av designern Madeleine Vionnet. Carole Lombard stod på toppen av sin karriär när hon omkom i en flygolycka.
Carole Lombard hade som stjärna och dragplåster i mitten av januari 1942 begett sig till hemstaten Nevada för ett stort publikt arrangemang i syfte att värva soldater - och förstås inspirera folk och företag att bidra till krigskassan. Då hon skulle åter till Hollywood var hon otålig, utnyttjade inte tågbiljetten utan fick med sin mor medfölja ett plan med 15 soldater hem mot Kalifornien. Tidigt på morgonen den 16 januari störtade planet vid Potosi Mountain i ödslig svår terräng i staten Nevada. Maken Clark Gable begav sig dit för att delta i sökandet efter planet. Man fann att besättning och passagerare omedelbart vid kraschen hade omkommit.
Lombard är gravsatt i Forest Lawn Memorial Park i Glendale, Kalifornien, vid sidan av Clark Gable sedan hans död 1960.

### Privatliv
Carole Lombard var gift med William Powell 1931–1933 och med Clark Gable från 1939 fram till sin död.

## Eftermäle
1976 gjordes filmen Gable and Lombard, regisserad av Sidney J. Furie, med James Brolin och Jill Clayburgh i titelrollerna.

## Filmografi i urval
- 1921 – A Perfect Crime
- 1928 – The Campus Vamp
- 1928 – Run, Girl, Run
- 1929 – The Racketeer
- 1929 – High Voltage
- 1930 – The Arizona Kid
- 1930 – Älska efter noter
- 1931 – Man of the World
- 1931 – Ladies' Man
- 1932 – Vackra synderskor
- 1932 – En man för mig
- 1932 – Virtue
- 1932 – No More Orchids
- 1933 – Örnarnas kamp
- 1933 – Supernatural
- 1933 – Den vita kvinnan
- 1934 – Primadonna
- 1934 – The Gay Bride
- 1934 – Äventyrens ö
- 1934 – En äventyrare
- 1934 – Bolero
- 1935 – En fattig miljonär
- 1936 – Godfrey ordnar allt
- 1936 – Prinsessan Olga av Sverige
- 1936 – Älska och aga
- 1937 – Ingenting är heligt
- 1937 – Kunna dessa ögon ljuga?
- 1937 – De möttes i Panama
- 1938 – Jag går madame tillhanda
- 1939 – Som skapta för varann
- 1939 – Hjärter är trumf
- 1940 – Din nästas hustru
- 1940 – Få äro utvalda
- 1941 – Lika barn leka bäst
- 1942 – Att vara eller icke vara